# Volksfront zur Befreiung Palästinas
Die Volksfront zur Befreiung Palästinas (arabisch الجبهة الشعبية لتحرير فلسطين, DMG al-Ǧabha aš-šaʿbiyya li-taḥrīr Filasṭīn, englisch Popular Front for the Liberation of Palestine (PFLP)) ist eine dem linken Flügel des Panarabismus zuzurechnende, 1967 gegründete Palästinenserorganisation, die politisch, terroristisch und militärisch aktiv ist. Die EU und die USA führen die PFLP auf ihren Listen von Terrororganisationen.

## Gründung
Die PFLP wurde am 11. Dezember 1967 als Reaktion auf die Niederlage mehrerer arabischer Staaten gegen Israel im Sechstagekrieg gegründet. Sie wurde in ihrer Anfangszeit von Wadi Haddad und George Habasch geführt.
Vor allem Mitte der 1990er-Jahre verlor die Organisation zunehmend an Einfluss. Mit dem Zerfall des Ostblocks und der Auflösung der Sowjetunion sowie durch weitere Faktoren bedingt wurden vor allem islamistische Kräfte wie die Hamas zusehends stärker und verdrängten die PFLP allmählich aus den Schlagzeilen.

## Ideologie
Die Volksfront entstand aus der Vereinigung einiger linksgerichteter nicht-religiöser palästinensischer Organisationen, deren größte die palästinensische Sektion der Bewegung Arabischer Nationalisten war, und verband in ihrer Ideologie zunächst Elemente des Marxismus-Leninismus mit arabischem Nationalismus.
Das erklärte Ziel der Volksfront ist „die Befreiung ganz Palästinas im bewaffneten Kampf und die Errichtung eines demokratischen und sozialistischen palästinensischen Staates.“ Zu Beginn widersetzte sich die Volksfront jeglicher Lösung des israelisch-arabischen Konflikts, die zur Bildung zweier Staaten zwischen dem Mittelmeer und Jordanien führen sollte. Zu Beginn der 1990er-Jahre etwa spaltete sie sich von der PLO ab und bildete zusammen mit anderen Organisationen die sogenannte „Ablehnungsfront“ aus sich dem Oslo-Friedensprozess widersetzenden Organisationen, zu der unter anderem auch die DFLP und die islamistischen Terrororganisationen Hamas und Islamischer Dschihad in Palästina gehören. Die Gruppe hält an ihrem Widerstand gegen den Oslo-Friedensprozess fest und beharrt auf dem Rückkehrrecht der palästinensischen Flüchtlinge.

## Weitere Entwicklung
Der seit der Gründung der PFLP amtierende Generalsekretär Habasch trat im Juli 2000 aus gesundheitlichen Gründen zurück. Habaschs Nachfolger wurde am 8. Juli 2000 Abu Ali Mustafa, der am 27. August 2001 einer gezielten Tötung durch die israelische Armee zum Opfer fiel. Nach ihm benannte sich kurz danach der militärische Teil der PFLP Abu-Ali-Mustafa-Brigaden. Ein Kommando der Brigaden tötete kurz darauf als Vergeltung den israelischen Tourismusminister Rechaw’am Ze’ewi.
Schon kurz vor dem Anschlag hatte die zweite Al-Aqsa-Intifada begonnen. Als Reaktion darauf forderte die israelische Regierung die Verhaftung des neuen Generalsekretärs Ahmad Saadat, des Chefs der Abu-Ali-Mustafa-Brigaden, sowie einiger weiterer PFLP-Angehörigen, denen Israel die Planung bzw. Durchführung des Attentats vorwirft. Diesem Druck kam die Palästinensische Autonomiebehörde schließlich nach und ließ alle verhaften.
Währenddessen kämpften Brigaden-Einheiten in der zweiten Intifada aktiv mit. So waren die Abu-Ali-Mustafa-Brigade-Einheiten, obwohl kleiner als etwa die bewaffneten Kräfte der Hamas oder die Fatah-Milizen, an militanten und gewalttätigen Demonstrationen, direkten Kampfhandlungen und Schießereien mit der israelischen Armee, an Selbstmordanschlägen und Attentaten führend beteiligt.
Das Politbüromitglied Jamil al-Majdalawi sagte zur Beteiligung der PFLP an der Intifada 2001 zusammenfassend:

„Die Linke hat durch ihre Aufklärungsarbeit in den letzten Jahren die politische Stimmung für die Intifada verstärkt. Zurzeit ist die Linke an allen Aktivitäten der neuen Intifada in allen Bereichen beteiligt. Die Linke ist auf der Straße anwesend, in den oberen Koordinierungskomitees aktiv, sowie in den verschiedenen Volkskomitees, die unterschiedliche Aufgaben haben: z. B. wirtschaftliche Komitees zur Unterstützung von armen Familien, politische Komitees, Gefangenenkomitees… etc. Die Linke nimmt auch am bewaffneten Kampf teil.“

Während der Amtszeit des früheren palästinensischen Ministerpräsidenten Mahmud Abbas wurde im Sommer des Jahres 2003 eine Waffenpause ausgehandelt, an der sich jedoch einige Organisationen, unter ihnen auch die PFLP, nicht beteiligten.
Nach Arafats Tod im November 2004 bemühte sich die PFLP um eine gemeinsame Kandidatur mit der DFLP und der Palestinian People’s Party und führte Gespräche mit diesen Gruppen, die aber zu keiner Einigung führten. Infolgedessen unterstützte die PFLP dann bei der Präsidentenwahl 2005 die Palästinensische Nationale Initiative um deren Spitzenkandidaten Mustafa Barghuti. Dieser gewann dann insgesamt etwa 19,5 Prozent der Stimmen und wurde damit hinter Mahmud Abbas zweitstärkster Kandidat.

### Wahlen 2006
Bei den Wahlen zum palästinensischen Parlament am 25. Januar 2006 trat die PFLP mit der Liste Märtyrer Abu Ali Mustafa an und erhielt 4,25 Prozent der Stimmen. Dabei schnitten sie in ihren Hochburgen am besten ab: In Bethlehem bekamen sie 9,4 Prozent, in Ramallah 6,6 Prozent und in Nordgaza 6,5 Prozent. Mit diesem Ergebnis ist sie drittstärkste Partei im Parlament und mit drei Abgeordneten vertreten: dem in israelischer Haft sitzenden Generalsekretär Ahmad Saadat, Jamil al-Majdalawi und Chalida Dscharrar.
An der Regierung „der nationalen Einheit“, aus Hamas, Fatah, DFLP und anderen kleineren linken und bürgerlichen Gruppen, beteiligte sich die PFLP als einzige Oppositionspartei im Parlament nicht.
Die Abgeordnete für die PFLP Chalida Dscharrar sagte dazu in einem Interview im April 2007:

„Wir haben das Mekka-Abkommen begrüßt, weil es den internen Kampf beendet hat, aber wir werden eine positive Opposition betreiben… weil wir es für einen Schritt zurück halten.“

Weiterhin beteiligte sich die PFLP bzw. ihr militärischer Arm an Anschlägen und Angriffe gegen israelische Ziele. Dazu gehörten beispielsweise die Entführung von vier Amerikanern und zwei Franzosen 2006 sowie Schießereien und Angriffe auf israelische und westliche Gebäude, die alle im Zusammenhang mit dem in Haft sitzenden Ahmad Saadat und anderen PFLP-Mitgliedern stehen. Auch während der Stürmung des Gefängnisses durch die israelische Armee selbst kam es zu Gefechten zwischen den inhaftierten PFLP-Gefangenen und den Streitkräften Israels.
Im Laufe der israelischen Angriffe und Operationen gegen Ziele im Gazastreifen 2007 verstärkten die Abu-Ali-Mustafa-Brigaden ihre militärischen Aktivitäten.

## Abspaltungen
Im Laufe der Geschichte haben sich einige Organisationen abgespalten:
- Volksfront zur Befreiung Palästinas – Generalkommando (PFLP-GC)

1968, kurz nach der Gründung der PFLP, spaltete sich von der jungen Organisation die PFLP-GC um Ahmad Dschibril ab. Die PFLP-GC stand damals für eine eher auf den praktischen bewaffneten Kampf ausgerichtete Gruppe und verstand sich damit als Gegensatz zur – von ihr als zu stark theoretisch orientierten – PFLP. Sie blieb immer kleiner als PFLP oder DFLP, ist aber durch ihre stärkere Radikalität bekannt, unter anderem durch das tödliche Bombenattentat auf Swissair-Flug 330.
Die Gruppe hat ihr Haupteinflussgebiet eher in den Flüchtlingslagern in Syrien und wird auch bis heute von Syrien unterstützt. Heute ist die Gruppe vor allem in libanesischen Flüchtlingslagern aktiv und soll in einigen sogar die Oberhand haben. Nach einigen Angaben soll es zu kleineren Kooperationen mit der in dem gleichen Gebiet aktiven Hisbollah gekommen sein, vor allem während des zweiten Libanonkrieges 2006.
- DFLP (Demokratische Front zur Befreiung Palästinas)

Zuerst nannte sich die 1969 abgespaltene Fraktion Volksdemokratische Front zur Befreiung Palästinas (PDFLP). Erst 1974 wurde der Name in DFLP geändert. Grundsätzlich unterschieden sich die beiden Fraktionen nicht viel voneinander. Knackpunkt der internen Fraktionskämpfe zwischen den sogenannten Progressiven (DFLP) und Historikern (PFLP) war letztlich vor allem die theoretische Frage über den bewaffneten Kampf, zum Teil nicht als solchen, obwohl die eher Moskau-orientierte DFLP viel weniger militant ist, sondern eher um dessen Stellung in taktischen Fragen.
- PRFLP (Revolutionäre Volksfront zur Befreiung Palästinas)

Während des Jahres 1972 spitzten sich die internen inhaltlichen Konflikte wieder zu. An dessen Ende stand die Abspaltung der Gruppe der linken Fraktion um den damaligen militärischen Verantwortlichen für den Süd-Libanon Salim Darduna von der PFLP, die sich dann PRFLP nannte. Etwa 150 PFLP-Mitglieder sollen dieser Gruppe angehört haben. Die PRFLP konnte aber niemals nennenswert Einfluss gewinnen.
- PFLP-EO (Volksfront zur Befreiung Palästinas – Gruppe externe Operationen, auch: Spezialkommando/PFLP-SC oder Haddad-Gruppe)

Weiterhin stellte auch die vom PFLP-Mitgründer Wadi Haddad (Abu Hani) geleitete PFLP-EO eine Abspaltung dar – zumindest aber eine autonome Gruppe innerhalb der PFLP. Sie spezialisierte sich auf die Planung und Durchführung von Kommandounternehmen. Der erste Gewalteinsatz war die Entführung einer Passagiermaschine der israelischen Fluggesellschaft El Al auf dem Flug von Rom nach Tel Aviv am 23. Juli 1968; nach der Erzwingung der Landung in Algier wurden die Geiseln erst nach über einem Monat im Austausch gegen in Israel inhaftierte Palästinenser freigelassen. Nachdem die von der PFLP verantworteten Flugzeugentführungen vom September 1970 zu heftigen anti-palästinensischen Reaktionen innerhalb der arabischen Welt beigetragen hatten (s. Schwarzer September), distanzierte sich die Führung um Habash vom internationalen Terrorismus als Instrument der Kriegsführung, woraufhin Haddad seine folgenden Aktionen auf eigene Verantwortung organisierte und durchführte. Die Haddad-Gruppe arbeitete eng mit links orientierten Terrorgruppen aus verschiedenen Teilen der Welt zusammen und wurde durch außerhalb des Nahen Ostens begangene Terroraktionen bekannt, darunter die Flugzeugentführungen von Entebbe 1976 und Mogadischu 1977 und der Überfall auf die OPEC-Konferenz in Wien 1975. 1976 wurde Haddad wegen seiner fortgesetzten Flugzeugentführungen aus der PFLP ausgeschlossen. Die von der westdeutschen Antiterror-Spezialeinheit GSG 9 der Bundespolizei beendete Flugzeugentführung nach Mogadischu war die letzte Aktion der Haddad-Gruppe, deren Anführer im März 1978 starb.

## Organisation
Seit der gezielten Tötung von Abu Ali Mustafa durch die israelischen Streitkräfte ist Ahmad Saadat Generalsekretär der PFLP. Dieser sitzt seit der Gefangennahme zusammen mit anderen PFLP-Aktivisten durch palästinensische Sicherheitskräfte vorher in palästinensischer Haft, zurzeit in israelischer Haft.
Ein Großteil der Anhänger der PFLP sind im zentraleren Westjordanland, vor in allem Ramallah, Bethlehem und in den Außenbezirken Ostjerusalems, weiterhin auch in Gaza bzw. Nord-Gaza oder Nablus. Ein großer Teil gerade auch der Kämpfer für die Abu-Ali-Mustafa-Brigaden kommt aus dem studentischen Umfeld aus den Universitäten in Ostjerusalem, Ramallah, Nablus und Dschenin.
Die Zahl der Mitglieder schwankt nach verschiedenen Quellen. So soll es nach einigen CIA-Angaben nur etwa 800 Mitglieder der PFLP geben. Wahrscheinlicher sind Angaben über mehrere Tausend in der PFLP. Nach Angaben in der FAZ soll die PFLP 2004 etwa 3000 Aktivisten haben und damit die größte Organisation der Linken, vor etwa der DFLP, sein.
Gesichert scheint außerdem, dass es einige hundert Mitglieder und Kämpfer der PFLP und ihrer Organisationen zurzeit in israelischer Haft gibt. Für die Gefangenenbetreuung der PFLP-Angehörigen ist auch die palästinensische Gefangenenorganisation Adameer verantwortlich.
Die Organisation hat eine eigene Zeitung mit dem Namen al-Hadaf (deutsch: Das Ziel) und weitere Publikationen sowie eine englische und arabische täglich aktualisierte Internetpräsenz. Das englischsprachige Blatt namens Democratic Palestine musste in den 1990er-Jahren wegen Geldmangels eingestellt werden. Die Organisation baut ihre Beziehungen zur Islamischen Republik Iran aus, in dem sie den „Bannerträger im Kampf gegen Israel und für die Befreiung Palästinas“ sieht.
Die PFLP besitzt auch eine Reihe von Nebenorganisationen oder von ihr beeinflusste Zusammenschlüsse wie die studentische Progressive Student Action Front, die Jugendorganisation Palestinian Progressive Youth Union, Frauengruppen sowie die Gefangenen-Solidaritätsorganisation Adameer.
Weiterhin arbeiten viele Mitglieder in Kulturvereinen und vor allem Gewerkschaften aktiv mit. Teilweise sind bzw. sollen PFLP-Mitglieder oder Sympathisanten auch als Schuldirektoren oder Bürgermeister aktiv. So soll beispielsweise die Bürgermeisterin von Ramallah, Janet Micha'il, Verbindungen zur PFLP haben oder Mitglied sein, während der Bürgermeister von Bethlehem von 2005 bis 2012, der Hals-Nasen-Ohrenarzt Victor Batarseh, langjähriges Mitglied ist. Ein weiteres Beispiel ist der langjährige Schuldirektor und PFLP-Kader Imad Abd al-Aziz.

### Generalsekretäre
- 1968 bis 2000 George Habasch
- 2000 bis 2001 Abu Ali Mustafa[28]
- 2002 bis lfd. Ahmad Saadat

### Militärische Operationen

Das Symbol der Brigaden

Der bewaffnete Kampf spielte in der PFLP immer eine entscheidende Rolle. Die PFLP verstand sich immer als revolutionär, also auch militant kämpfende, Organisation. Zur Geldbeschaffung arbeitete die PFLP zeitweise mit der dänischen Untergrundgruppe Blekingegadebanden zusammen.
Seit der Tötung von Abu Ali Mustafa im Jahr 2001 durch die israelische Armee und seit der Al-Aqsa-Intifada bilden die Abu-Ali-Mustafa-Brigaden den Arm für militärische Operationen. Kommandierender ist der schon früher im militärischen Arm der PFLP arbeitende Ahad Yusuf Musa Olma.
Die Brigaden, die in den gesamten besetzten Gebieten vertreten sind, traten vor allem während der Al-Aqsa-Intifada, dem Kampf 2006 um das Gefängnis, in dem Ahmad Saadat saß, sowie seit den Operationen Israels gegen den Gaza-Streifen ab 2007 stark mit Selbstmordanschlägen, Kassam-Raketenangriffen, Verschleppungen, Angriffen auf Streitkräfte Israels und den Beschuss von jüdischen Siedlungen in Erscheinung. Neuerdings machte sie mit Drohungen gegen Mitglieder der Knesset auf sich aufmerksam.
Seit dem Krieg in Israel und Gaza seit 2023 ist die PFLP Konfliktpartei auf Seite des Gazastreifen.

## Aktivitäten in Deutschland
Historisch hatte die RAF gute Beziehungen zur PFLP. In Deutschland gab es zahlreiche Veranstaltungen und Veranstaltungsversuche zur Unterstützung und Rekrutierung für die PFLP, was Deutschland bereits in der internationalen Presse in die Kritik brachte. Abgeordnete der Knesset und des Bundestages fordern in einem Schreiben an Bundesinnenminister Thomas de Maizière, ein Betätigungsverbot der Organisation in Deutschland zu erlassen. Auseinandersetzungen um Raumanmietungen für Unterstützungsveranstaltungen im Haus des Neuen Deutschland führen immer wieder zu Auseinandersetzungen.
Nach Einschätzung des Bundesamts für Verfassungsschutz ist die PFLP in Deutschland bisher nicht nennenswert in Erscheinung getreten, wenn auch vereinzelt über Benefizveranstaltungen und Demonstrationsteilnahmen berichtet wird. Daneben gab es auch eine Reihe von Auftritten bzw. Auftrittsversuchen von PFLP-Mitgliedern. Das baden-württembergische Innenministerium stellte im September 2017 in Beantwortung einer Kleinen Anfrage im Landtag fest, dass die PFLP vom Landesamt für Verfassungsschutz beobachtet werde, 2017 jedoch keine verfassungsfeindlichen Aktionen bekannt geworden seien.
Ende August 2017 berichteten deutsche und israelische Medien, dass die PFLP bzw. einzelne ihrer Repräsentanten über eine „Internationalistische Liste“ mit der linksradikalen Kleinpartei Marxistisch-Leninistische Partei Deutschlands (MLPD) für die Wahl zum Bundestag kandidieren würden und dass der damalige bündnisgrüne Bundestagsabgeordnete Volker Beck die Kooperation von MLPD und PFLP scharf kritisiere. Zu einer entsprechenden Gegendarstellung  der MLPD räumte die Zeitung Die Welt jedoch ein, dass keine PFLP-Mitglieder auf den MLPD-Landeslisten angetreten seien. Tatsächlich aber gehörten „Sympathisanten der PFLP“ zum „Internationalistischen Bündnis“, das im Wahlkampf mit der MLPD kooperierte. Eine im September von der MLPD erwirkte einstweilige Verfügung gegen Becks Äußerungen im Bundestagswahlkampf hob das Landgericht Hamburg im Dezember 2017 auf.

## Terroranschläge
Nachfolgend eine unvollständige Liste von Terroranschlägen unter Beteiligung von Mitgliedern der PFLP:
- 1968 – Flugzeugentführung, bei der drei Mitglieder der PFLP unter Führung von Wadi Haddad ein El-Al-Flugzeug nach Rom entführen und schließlich nach Algier umleiten. Ziel ist die Freipressung von in Israel als Terroristen inhaftierten Palästinensern[60] im Austausch gegen die 22 als Geiseln gehaltenen israelischen Besatzungsmitglieder und Passagiere – die 23 Nicht-Israelis werden unmittelbar freigelassen. Nach mehrwöchigen Verhandlungen werden schließlich die letzten zwölf israelischen Geiseln freigelassen, im Gegenzug entlässt Israel 16 militante Palästinenser. Die Entführer werden von den algerischen Behörden nicht behelligt.[61]
- 1969 – Beim Attentat in Kloten am Flughafen Zürich beschießen vier Attentäter ein El-Al-Flugzeug, wobei der Copilot und ein Attentäter sterben.
- 1969 – Erste Flugzeugentführung der PFLP-Aktivistin Leila Chaled. Der Flug TWA 840 wird nach Damaskus entführt. Die Maschine wird dort evakuiert und danach am Boden gesprengt. Das Bild vom abgerissenen Cockpit geht um die Welt. Syrien nimmt sechs der von den Entführern freigelassenen israelischen Passagiere als Geiseln und tauscht sie später gegen 13 Kriegsgefangene aus.
- 1970 – Die PFLP entführt in einer koordinierten Aktion vier Flugzeuge, eine fünfte Entführung scheitert. Die Flugzeuge der Swissair, der BOAC und der TWA müssen auf dem stillgelegten Flugfeld Dawson’s Field nahe Zarqa landen. Es entwickelt sich ein zermürbender Nervenkrieg um die Freilassung der Geiseln im Austausch für palästinensische Terroristen, unter anderem die wegen des Attentats in Kloten vom 18. Februar 1969 in der Schweiz im Gefängnis sitzenden Attentäter. Die vierte Maschine der Pan-Am entführen sie zuerst nach Beirut, dann nach Kairo. Letztlich kommen alle Geiseln unversehrt frei, die Flugzeuge werden am 12. September gesprengt.[62] Die Ereignisse gipfeln im sogenannten „Schwarzen September“. Die PFLP hoffte bis zum Ende auf ein militärisches Eingreifen ihrer Schutzmacht Syrien. Tatsächlich ließ Syrien zur Unterstützung der PLO Panzer nach Jordanien einmarschieren, welche jedoch am 22. September von der jordanischen Armee zurückgeschlagen wurden. Daraufhin flieht sie, wie die meisten der PLO-Unterorganisationen, mit ihrem Büro und den meisten ihrer Mitglieder in den Libanon.
- 1972 – Massaker am Flughafen Lod: Nach Beauftragung und Training durch die PFLP-EO ermorden drei Mitglieder der Japanischen Roten Armee am Flughafen Lod (Israel) 26 Menschen, überwiegend Mitglieder einer christlichen Pilgergruppe aus Puerto Rico.
- 1974 – Angehörige der PFLP-EO überfallen die japanische Botschaft in Kuwait. Gleichzeitig stürmen Mitglieder der Japanische Rote Armee eine Anlage des Shell-Konzerns auf einer Insel vor Singapur und nehmen fünf Geiseln.
- 1976 – Entführung eines aus Israel kommenden Air-France-Flugzeugs von Athen über Bengasi nach Entebbe durch die Haddad-Gruppe (PFLP-EO) unter Beteiligung von zwei deutschen Mitgliedern der Revolutionären Zellen. Ein Einsatzkommando der israelischen Streitkräfte kann die Geiselnehmer in der „Operation Entebbe“ überwältigen und 102 der 106 mehrheitlich israelischen Geiseln retten.
- 1977 – Entführung des Flugzeugs „Landshut“: Entführung einer in Palma de Mallorca gestarteten Lufthansa-Maschine durch Mitglieder der PFLP-EO über mehrere Stationen nach Mogadischu und Ermordung des Piloten. Die Aktion erfolgt zur Unterstützung der Roten Armee Fraktion im Rahmen des „Deutschen Herbstes“. Am Flughafen Mogadischu erfolgt mit der „Operation Feuerzauber“ die Überwältigung der Geiselnehmer und die Befreiung der 86 überwiegend deutschen Geiseln durch die deutsche Grenzschutzgruppe 9 (GSG 9).
- Am 17. Oktober 2001 wird der israelische Minister für Tourismus, Rechaw’am Ze’ewi ermordet.[63]
- Am 18. November 2014 drangen zwei PFLP-Terroristen während des morgendlichen Schabattgottesdienstes in die Kehilat-Bnei-Torah-Synagoge im jüdisch-orthodoxen Jerusalemer Stadtteil  Har Nof ein  und ermordeten dort mit Äxten, Messern und Pistolen vier Rabbiner und einen Polizisten. Ein weiterer Polizist und sieben andere Juden wurden verletzt.[64][65][66][67] Die PFLP übernahm die Verantwortung für den Angriff und pries ihn als „eine Form des Widerstands, der verstärkt werden sollte“, und man müsse „gemeinsam Widerstand gegen die [israelische] Besatzung“ leisten.[68] Einer der Verletzten, gleichfalls ein Rabbiner, erlag ein knappes Jahr später seinen schweren Verletzungen.[69]
- 2017 – Zwei palästinensische PFLP-Mitglieder und ein Hamas-Mitglied verletzen in Jerusalem eine Polizistin tödlich.[70][71]